# Bałchasz 2
Bałchasz 2 (kaz. Балқаш 2, ros. Балхаш 2) – stacja kolejowa w miejscowości Bałchasz, w obwodzie karagandyjskim, w Kazachstanie. Położona jest na linii Mojynty – Aktogaj, na trasie Nowego Jedwabnego Szlaku.